# Sven Hedén
Oskar Karl Sven Hedén, född 12 februari 1882 i Tegelsmora socken, död 30 augusti 1941 i Kungsholms församling i Stockholm, var en svensk industri- och affärsman.
Sven Hedén var son till kyrkoherden Carl Oskar Hedén och bror till Erik Hedén. Efter mogenhetsexamen i Uppsala 1901 genomgick han 1901–1902 Schartaus handelsinstitut och var sedan ordinarie tjänsteman i Telegrafverket 1903–1907. År 1908 reste Hedén till Peru och var till 1911 anställd vid en bolag för kautschukexploatering. Åren 1912–1914 var han statens handelsstipendiat i Rio de Janeiro. Efter att 1914–1916 varit anställd vid Skandinaviska handelskompaniet i Stockholm kom han 1916 till Svenska Kullagerfabriken och blev samma år chef för dess dotterbolag i Argentina. Under sina år i Buenos Aires var Hedén en ledande gestalt inom det svenska föreningslivet i Argentina. Han var 1916–1920 vice ordförande  och 1920–1932 ordförande i Svenska hjälpföreningen i Buenos Aires och även mångårig styrelseledamot i Svenska föreningen där. Hedén återvände till Sverige 1932, där grundade han Maria färghandel på Söder i Stockholm. Han var initiativtagare till Svensk-argentinska föreningen i Stockholm 1928 och dess ordförande 1939–1941. Sven Hedén är begravd på Uppsala gamla kyrkogård.